# Narngulu
Narngulu is een plaats in de regio Mid West in West-Australië.

## Geschiedenis
In de jaren 1890 werd het plaatsje 'Mullewa Junction' genoemd, omdat de spoorweg tussen Geraldton en Midland, en de spoorweg naar de goudvelden rondom Cue, er vertakten. In 1900 voorzag de overheid er grond voor een dorp. In 1903 stichtte het er 'Mullewa Junction' officieel. In 1905 werd 'Mullewa Junction' hernoemd tot 'Crowther', om verwarring met Mullewa tegen te gaan. Een jaar later klaagde de postmeester-generaal dat er reeds een plaats met die naam in New South Wales bestond. 'Crowther' werd in 1906 hernoemd tot Narngulu, een Aborigineswoord dat "herinneren" betekent.

## Beschrijving
Narngulu maakt deel uit van het lokale bestuursgebied (LGA) City of Greater Geraldton, waarvan Geraldton de hoofdplaats is. Narngulu bestaat voor een groot deel uit het 'Narngulu Industrial Estate', een industriegebied dat aanleunt bij de luchthaven van Geraldton. De gevangenis 'Greenough Regional Prison' is er gevestigd.
In 2021 telde Narngulu 44 inwoners, tegenover 105 in 2006.

## Ligging
Narngulu ligt langs de 'Geraldton-Mount Magnet Road' die de North West Coastal Highway met de Great Northern Highway verbindt, ongeveer 412 kilometer ten noordnoordwesten van de West-Australische hoofdstad Perth, 91 kilometer ten westzuidwesten van Mullewa en 8 kilometer ten zuidoosten van Geraldton.
De spoorwegen die door Narngulu lopen maken deel uit van het goederenspoorwegnetwerk van Arc Infrastructure.